# 新生党
新生党（しんせいとう）は、かつて存在した日本の政党。自由民主党を離党した直後の国会議員を主体に結成された政党としては最大規模である。新生党の分離により衆議院議席の過半数を割った自民党は結党以来初めて下野した。新生党は非自民連立政権に参加するが、自社さ連立政権成立により下野し、新進党に合流した。

## 概要
宮澤改造内閣不信任決議案に賛成し、可決させた羽田派（改革フォーラム21）所属の国会議員である羽田孜、小沢一郎らが1993年6月に自民党を離党して結成した。理念は「自立と共生」。政策は小沢の著書『日本改造計画』を踏襲したもので新保守主義的であり、結党宣言で「新しい保守主義」を標榜する。
非自民8党7会派による38年ぶりの政権交代を主導した。連立与党時代（細川護煕内閣・羽田孜内閣）は公明党と共同歩調を取り、「新生・公明グループ」・「一・一ライン」（小沢一郎・市川雄一の名に因む）と呼ばれた。
1994年12月に新進党の結党に伴い解散。

### 名称
当初は党名として「創新党」「自由新党」などが有力視されていた。前者は羽田が提案したが語呂が悪いなど評判が良くなく、後者は同じ名前の政治団体が自治省（現・総務省）に先に届けられていたため使えず、補欠候補だった「新生党」に決まった。公式の英語名称はJapan Renewal Partyだが、ジャパンタイムズなどはShinseitoと表記していた。略称は新生、JRP。

### 基本綱領
一、わたしたちは、抜本的政治改革を速やかに実現し、国民の皆さんの参加、公開にもとづく新しい時代に即した民主政治を実現する新しい日本をつくります。
一、わたしたちは、不況からの脱出に全力を挙げ、諸制度を緩和し、社会的公正をはかりつつ、健全な市場経済を発展させる新しい日本をつくります。
一、わたしたちは、国際社会の責任と役割を自覚し、世界から信頼される新しい日本をつくります。
一、わたしたちは、地方中心で、活力ある政治、経済、文化などを発展させる新しい日本をつくります。
一、わたしたちは、かけがえのない地球を守る新しい日本をつくります。
一、わたしたちは、教育を国づくりの根本とし、生活者の視点に立ち思いやりのある諸政策を実行し、充実した人生が送れる新しい日本をつくります。

## 党史
1993年

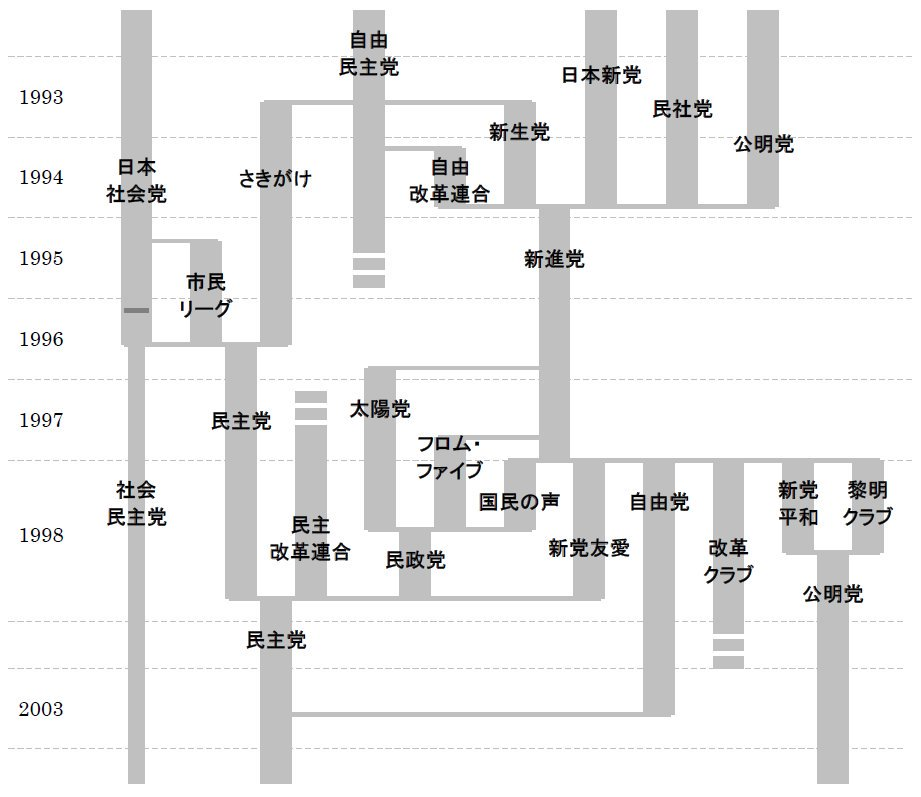
1990年代の政党の離合集散

6月18日、自民党・羽田派の衆議院議員が宮澤改造内閣の不信任案に賛成し、可決。宮澤喜一は解散・総選挙に打って出る（嘘つき解散）。
6月22日、羽田は自民党本部に梶山静六幹事長を訪ね、集団離党届を提出。衆議院議員は、態度を保留していた木村守男、旧田中派事務総長の小沢辰男を含めた36人、参議院議員は北澤俊美ら8人の計44人。
6月23日、赤坂プリンスホテルで羽田は記者会見を開き新生党の結党宣言を行った。最高顧問は小沢辰男で党首は羽田孜。幹事長に当たる代表幹事は小沢一郎が就任した。ところが小沢が会見場に姿を見せなかったことから、黒幕的存在を強く印象づけた。記者から「小沢が出席していないことはちょっと無責任では？」と問われると羽田は「無責任ということはね、そういう言い方はないんであってね」と反論している。
かつて批判の集中した「権力の二重構造」が再び新生党に持ち込まれたとも言われ、内閣官房長官の河野洋平は「改革すべきはあの人たちの体質そのものじゃないか」と記者会見で怒りを顕わにした。
6月27日、東京都議会議員選挙実施。獲得議席なし。
7月18日、第40回総選挙で55議席を獲得、自民党223議席と社会党70議席に次ぎ、公明党51議席を上回って、衆院第三党となる。
前々年第12回統一地方選挙で民社党現職として再選果たした足立区議の逸見英幸と横浜市・港北区選出神奈川県議の計屋圭宏と、名古屋市・守山区選出愛知県議の青木宏之は、新生党新人として衆院選出馬(逸見と青木の選挙区には民社党候補不在で逸見は落選し青木は当選、91年再選の数カ月後離党し保守系無所属一人会派「自由県政クラブ」旗揚げの計屋は民社党新人山田智信と共倒れで落選)、連合大阪法律顧問を務め92年参院選・大阪連合候補の西村眞悟は新生党推薦の民社党新人として当選。
8月9日、非自民・非共産8党派による細川内閣発足。新生党は閣僚5ポストを得る。11月18日、参院会派「日本新党・民主改革連合」と統一会派「日本・新生・改革連合」結成。
1994年
1月29日、選挙公約だった政治改革四法が成立。横浜市連発足、黛敏郎が参加し賛助会員に、前述の計屋が副会長に就任。なお黛は、小沢最高顧問や民社党創立者西尾末広と親交が深く、自民党の党友組織・自由国民会議初代代表やテレビ番組「題名のない音楽会」司会者を務めた。
2月4日、参院会派の「民社党・スポーツ・国民連合」と、統一会派「新緑風会」を結成。
4月8日、細川護熙が辞意を表明。15日、新党さきがけが次期政権では閣外協力に回ると表明。
4月25日、細川内閣総辞職。日本新党・民社党・自由党の各党ならびに衆院会派の改革の会と、統一会派「改新」を結成。26日、「改新」の結成に社会党が強く反発し、連立を離脱。28日に羽田内閣が少数与党内閣として発足。新生党は総理＋閣僚8ポストを得る。
6月25日、羽田内閣総辞職。29日に首班指名選挙に海部俊樹を擁立するが、決選投票で社会党委員長の村山富市に敗れる。30日、自社さ連立政権の村山内閣が発足、新生党は野党に転落。
9月28日、衆院会派「改革」を結成。11月16日、全国代表者会議で新生党の解党と新党への参加を決定。
12月9日、新生党解党。12月10日、新進党結党。

## 役職

### 歴代の党首
| 代 | 党首 | 党首   | 在任期間                     |
| -- | ---- | ------ | ---------------------------- |
| 1  |      | 羽田孜 | 1993年6月23日 1994年12月10日 |

- は任期中首相に就任した者。
- は新生党が政権獲得した時点での党首。
- は新生党が政権を失った時点での党首。

### 歴代の常任幹事会・執行部役員表
| 羽田孜                           | 小沢一郎 | 奥田敬和 渡部恒三 佐藤守良 左藤恵 石井一 愛野興一郎 愛知和男 永野茂門 松尾官平 | 奥田敬和 渡部恒三 佐藤守良 左藤恵 石井一 愛野興一郎 愛知和男 永野茂門 松尾官平                                                           | 奥田敬和 渡部恒三 佐藤守良 左藤恵 石井一 愛野興一郎 愛知和男 永野茂門 松尾官平                                                           | 奥田敬和 渡部恒三 佐藤守良 左藤恵 石井一 愛野興一郎 愛知和男 永野茂門 松尾官平                                                           | 奥田敬和 渡部恒三 佐藤守良 左藤恵 石井一 愛野興一郎 愛知和男 永野茂門 松尾官平                                                           | 奥田敬和 渡部恒三 佐藤守良 左藤恵 石井一 愛野興一郎 愛知和男 永野茂門 松尾官平 | 小沢辰男                                            |                                                     |                                                     |
| 新生党常任幹事会 （1993 - 1994） |          |                                                                                | | | | |                                                                                |                                                     |                                                     |                                                     |
| 党首                             | 代表幹事 | 代表幹事 代行                                                                  | 常任幹事 （財務） | 常任幹事 （政策） | 常任幹事 （組織） | 常任幹事 （政務） | 常任幹事 （参議院）                                                            | 顧問                                                |                                                     |                                                     |
| 羽田孜                           | 小沢一郎 | 渡部恒三                                                                       | 佐藤守良 | 愛知和男 | 船田元 | 船田元 | 永野茂門                                                                       | 小沢辰男                                            |                                                     |                                                     |
| 羽田孜                           | 小沢一郎 | 渡部恒三                                                                       | 佐藤守良 | 中島衛 | 船田元 | 北村直人 | 永野茂門                                                                       | 小沢辰男                                            |                                                     |                                                     |
| 羽田孜                           | 小沢一郎 | 渡部恒三                                                                       | 吹田愰 | 中島衛 | 中西啓介 | 船田元 | 石井一二                                                                       | 小沢辰男                                            |                                                     |                                                     |
| 新生党常任幹事会 （1994）        |          |                                                                                | | | | |                                                                                |                                                     |                                                     |                                                     |
| 党首                             | 代表幹事 | 代表幹事 代行                                                                  | 常任幹事 | 常任幹事 | 常任幹事 | 常任幹事 | 顧問                                                                           | 顧問                                                |                                                     |                                                     |
| 羽田孜                           | 小沢一郎 | 渡部恒三                                                                       | 吹田愰（財務） 中島衛（政策） 中西啓介（組織） 船田元（政務） 石井一二（参議院） 愛野興一郎 石井一 愛知和男 田名部匡省 畑英次郎 藤井裕久 | 吹田愰（財務） 中島衛（政策） 中西啓介（組織） 船田元（政務） 石井一二（参議院） 愛野興一郎 石井一 愛知和男 田名部匡省 畑英次郎 藤井裕久 | 吹田愰（財務） 中島衛（政策） 中西啓介（組織） 船田元（政務） 石井一二（参議院） 愛野興一郎 石井一 愛知和男 田名部匡省 畑英次郎 藤井裕久 | 吹田愰（財務） 中島衛（政策） 中西啓介（組織） 船田元（政務） 石井一二（参議院） 愛野興一郎 石井一 愛知和男 田名部匡省 畑英次郎 藤井裕久 | 小沢辰男 加藤六月 奥田敬和 左藤恵 佐藤守良 永野茂門                            | 小沢辰男 加藤六月 奥田敬和 左藤恵 佐藤守良 永野茂門 | 小沢辰男 加藤六月 奥田敬和 左藤恵 佐藤守良 永野茂門 | 小沢辰男 加藤六月 奥田敬和 左藤恵 佐藤守良 永野茂門 |

### 閣僚経験者等
（）内は入閣直前の党役職
細川内閣
- 国務大臣

外務大臣（副総理）：羽田孜（常任幹事会党首）
大蔵大臣：藤井裕久
農林水産大臣：畑英次郎
通商産業大臣：熊谷弘
防衛庁長官：中西啓介 ‐ 愛知和男【平成5年（1993年）12月2日】
- 政務次官

厚生政務次官：岡島正之
農林水産政務次官：木村守男
経済企画政務次官：古賀一成
沖縄開発政務次官：田村秀昭
国土政務次官：増田敏男
羽田内閣
- 国務大臣

内閣総理大臣：羽田孜（常任幹事会党首）
法務大臣：永野茂門（参議院議員会長）
大蔵大臣：藤井裕久
農林水産大臣：加藤六月
通商産業大臣：畑英次郎
自治大臣兼国家公安委員会委員長兼政治改革担当大臣：石井一
内閣官房長官：熊谷弘
北海道開発庁長官兼沖縄開発庁長官：佐藤守良
国土庁長官：左藤恵
- 政務次官等

内閣官房副長官：北村直人
厚生政務次官：井奥貞雄
通商産業政務次官：金子徳之介
運輸政務次官：星野行男
経済企画政務次官：古賀一成
沖縄開発政務次官：星野朋市

## 党勢の推移

### 衆議院
| 選挙         | 当選/候補者 | 定数 | 備考                         |
| ------------ | ----------- | ---- | ---------------------------- |
| （結成時）   | 36/-        | 512  | 正式には0。下記参照          |
| 第40回総選挙 | 55/69       | 511  | 追加公認+1、自民党から移籍+4 |

### 参議院
| 選挙       | 当選/候補者 | 非改選 | 定数 | 備考                         |
| ---------- | ----------- | ------ | ---- | ---------------------------- |
| （結成時） | 8/-         | -      | 252  | 選挙を経ないまま新進党に参加 |

（参考文献：石川真澄（一部山口二郎による加筆）『戦後政治史』岩波書店・岩波新書、2004年8月、ISBN 4-00-430904-2）
- 当選者に追加公認は含まず。追加公認には会派に加わった無所属を含む。
- 新生党結成は衆議院解散後なので、形式的には結成時の所属衆議院議員は0。ここでは、解散時に衆議院議員で、結成に参加した人数を議席数とした。
- 『戦後政治史』にない追加公認は2 国会議員会派別議員数の推移（召集日ベース）（衆議院、1990年 - 1999年）、(2) 参議院（1990年 - 1999年）にある、選挙直後の国会召集日の会派所属者数から判断した。

## 新生党議員一覧

### 衆議院議員
| 結成時（36名）                   | 結成時（36名）          | 結成時（36名）         | 結成時（36名）         |  |
| -------------------------------- | ----------------------- | ---------------------- | ---------------------- |  |
| 松浦昭（北海道1区）              | 北村直人（北海道5区)    | 木村守男（青森2区）    | 小沢一郎（岩手2区）    |  |
| 愛知和男（宮城1区）              | 金子徳之介（福島1区）   | 渡部恒三（福島2区）    | 船田元（栃木1区）      |  |
| 増田敏男（埼玉3区）              | 高橋一郎（東京4区）     | 岡島正之（千葉1区）    | 井奥貞雄（千葉4区）    |  |
| 藤井裕久（神奈川3区）            | 小沢辰男（新潟1区）     | 星野行男（新潟3区）    | 奥田敬和（石川1区）    |  |
| 羽田孜（長野2区）                | 中島衛（長野3区）       | 村井仁（長野4区）      | 松田岩夫（岐阜1区）    |  |
| 杉山憲夫（静岡2区）              | 熊谷弘（静岡3区）       | 岡田克也（三重1区）    | 左藤恵（大阪6区）      |  |
| 石井一（兵庫1区）                | 井上喜一（兵庫3区）     | 前田武志（奈良全県区） | 中西啓介（和歌山1区）  |  |
| 二階俊博（和歌山2区）            | 粟屋敏信（広島1区）     | 佐藤守良（広島3区）    | 古賀正浩（福岡3区）    |  |
| 愛野興一郎（佐賀全県区）         | 畑英次郎（大分1区）     | 魚住汎英（熊本1区）    | 仲村正治（沖縄全県区） |  |
| 第40回衆議院議員総選挙時（55名） |                         |                        |                        |  |
| ○新人・元職                      |                         |                        |                        |  |
| 工藤堅太郎（岩手1区）            | 笹山登生（秋田2区）     | 白沢三郎（新潟2区）    | 広野允士（富山1区）    |  |
| 上田清司（埼玉6区）              | 柴野たいぞう（東京1区） | 吉田公一（東京5区）    | 西川太一郎（東京6区）  |  |
| 実川幸夫（千葉2区）              | 松沢成文（神奈川2区）   | 土田龍司（神奈川4区）  | 青木宏之（愛知1区）    |  |
| 江崎鉄磨（愛知3区）              | 大谷忠雄（愛知6区）     | 豊田潤多郎（京都2区）  | 宮本一三（兵庫2区）    |  |
| 古賀敬章（山口1区）              | 岩浅嘉仁（徳島全県区）  | 月原茂皓（香川2区）    | 山本幸三（福岡4区）    |  |
| 山田正彦（長崎2区）              |                         |                        |                        |  |
| ○落選（前職）                    |                         |                        |                        |  |
| 魚住汎英                         |                         |                        |                        |  |
| 移籍議員（8名）                  |                         |                        |                        |  |
| ○追加公認                        |                         |                        |                        |  |
| 栗本慎一郎（東京3区）            |                         |                        |                        |  |
| ○自民党から移籍                  |                         |                        |                        |  |
| 政真会 （加藤六月グループ）      | 加藤六月（岡山2区）     | 田名部匡省（青森1区）  | 吹田愰（山口2区）      |  |
| 政真会 （加藤六月グループ）      | 山岡賢次（栃木2区）     | 古賀一成（福岡3区）    |                        |  |
| 政策科学研究所 （渡辺美智雄派）  | 石破茂（鳥取全県区）    | 小坂憲次（長野1区）    |                        |  |

### 参議院議員
| 結成時（8名）               | 結成時（8名）               | 結成時（8名）      | 結成時（8名）    | 結成時（8名）      |
| --------------------------- | --------------------------- | ------------------ | ---------------- | ------------------ |
| 松尾官平（青森県）          | 北澤俊美（長野県）          | 河本英典（滋賀県） | 釘宮磐（大分県） | 永野茂門（比例区） |
| 泉信也（比例区）            | 平野貞夫（比例区）          | 田村秀昭（比例区） |                  |                    |
| 移籍議員（5名）             |                             |                    |                  |                    |
| ○自民党から移籍             |                             |                    |                  |                    |
| 清和政策研究会 （三塚博派） | 林寛子（扇千景） （比例区） |                    |                  |                    |
| 渡辺派                      | 星野朋市（比例区）          |                    |                  |                    |
| 新政策研究会 （河本敏夫派） | 石井一二（兵庫県）          |                    |                  |                    |
| 加藤グループ                | 木暮山人（比例区）          |                    |                  |                    |
| ○社会党から移籍             |                             |                    |                  |                    |
| 小林正（神奈川県）          |                             |                    |                  |                    |
| 院内会派（1名）             |                             |                    |                  |                    |
| 野末陳平（比例区）          |                             |                    |                  |                    |